# Cmentarz Północny w Montevideo
Cmentarz Północny (hiszp.: Cementerio del Norte) – największy cmentarz w Montevideo, stolicy Urugwaju. Położony jest w barrio Casavalle, około 7 km na północ od centrum, w środkowo-północnej części miasta. Stanowi również największy obszar zieleni parkowej w Montevideo.
Cmentarz został utworzony w 1929 roku. Zostali tu pochowani Niemcy, którzy zginęli w starciu morskim w czasie II wojny światowej.